# Suillus salmonicolor
Suillus salmonicolor es una especie de hongo de la familia Suillaceae. Descrita como miembro del género Boletus en 1874, la especie ha adquirido varios sinónimos desde entonces, incluyendo Suillus pinorigidus y Suillus subluteus, antes de que se le asignara su actual nombre binomial en 1983. No se ha determinado con certeza si S. salmonicolor es distinto de S. cothurnatus, descrita por Rolf Singer en 1945. Es un hongo micorrícico —lo que significa que forma una asociación simbiótica con las raíces de las plantas, de tal manera que ambos organismos se benefician del intercambio de nutrientes—. Esta simbiosis se produce con varias especies de pino, y los cuerpos fructificantes (o setas) del hongo aparecen separados o en grupos en el suelo cerca de los árboles. El hongo se encuentra en América del Norte (incluyendo Hawái), Asia, el Caribe, África meridional, Australia y América Central. Se ha introducido a varios de esos lugares a través de los árboles trasplantados.
La seta es de color amarillo desgastado a marrón, aplanada en la forma, viscosa cuando está mojada, y crece hasta 9.5 cm (3.7 in) de ancho. Los pequeños poros en la parte inferior del sombrero son amarilla antes de tornarse de color marrón oliváceo. El estipe mide aproximadamente 10 cm (3.9 in) de longitud y 1.6 cm (0.6 in) de grosor, y está cubierta con puntos glandulares de color marrón rojizo. Los ejemplares jóvenes están cubiertos con un velo parcial grisáceo, cuando se rompe es viscoso y deja un anillo parecido a una envoltura en el estipe. Aunque el hongo es generalmente considerado comestible, especialmente si primero están peladas la viscosa cutícula del sombrero y el velo parcial, las opiniones fuera su palatabilidad varían. Otras especies de Suillus similares incluyen a S. acidus, S. subalutaceus, y S. intermedius.

## Descripción
La sombrero es casi plano y con bordes abruptamente redondeados o convexos, alcanzando un diámetro de 3-9.5 cm (1.2-3.7 in). La superficie del sombrero es pegajoso a viscoso cuando está húmedo, pero se hace brillante cuando está seco. El color del sombrero es variable, va desde el amarillo desgastado o naranja amarillento al ocre-salmón, marrón-canela o marrón oliva a marrón amarillento. La carne es de color naranja amarillento o naranja pálido a naranja pardo, y no se destiñe cuando se expone al aire. El olor y sabor no son distintivos. La superficie de los poros en la parte inferior del sombrero es amarilla a amarilla desgastada, o naranja amarillenta a salmón, y se oscurece a marrón con la edad; tampoco se destiñe si se aplastan. Los poros son circulares a angulares, hay uno a dos por milímetro y tiene 8-10 mm (0.3-0.4 in) de profundidad. El estipe mide 2.5-10 cm (1.0-3.9 in) de largo, 6-16 mm (0.2-0.6 pulgadas) de grosor, o bien tienen la misma anchura que la altura o es ligeramente amplia en la parte inferior; es blanquecino, amarillento u ocre rosado, y tiene puntos glandulares de color marrón rojizo a marrón oscuro con manchas en la superficie. Los puntos glandulares son un grupos de células pigmentadas y, a diferencia de las reticulaciones o costras (pequeños penachos de fibras visibles que aparecen en los estipes de otras especies de Suillus), se pueden borrar en la manipulación. La carne es ocre amarillenta, aunque también se puede encontrar como salmón-naranja en la base del estipe. En un principio, el velo parcial que protege las láminas en desarrollo es grueso, holgado y elástico. Es frecuente que tenga un rollo algodonoso visiblemente engrosado con tejido en su base y, en algunas veces, se ensanche hacia afuera desde el estipe en la parte inferior. Forma un anillo gelatinoso desde la parte superior a la media del estipe. La esporada es marrón canela a marrón intenso. Si en la superficie de la tapa se aplica una gota de hidróxido de potasio diluido (KOH) o solución de amoníaco (reactivos químicos utilizados para la identificación de setas), primero se tornará de un efímero color rosa y luego de un rojo oscuro cuando colapsa la carne.

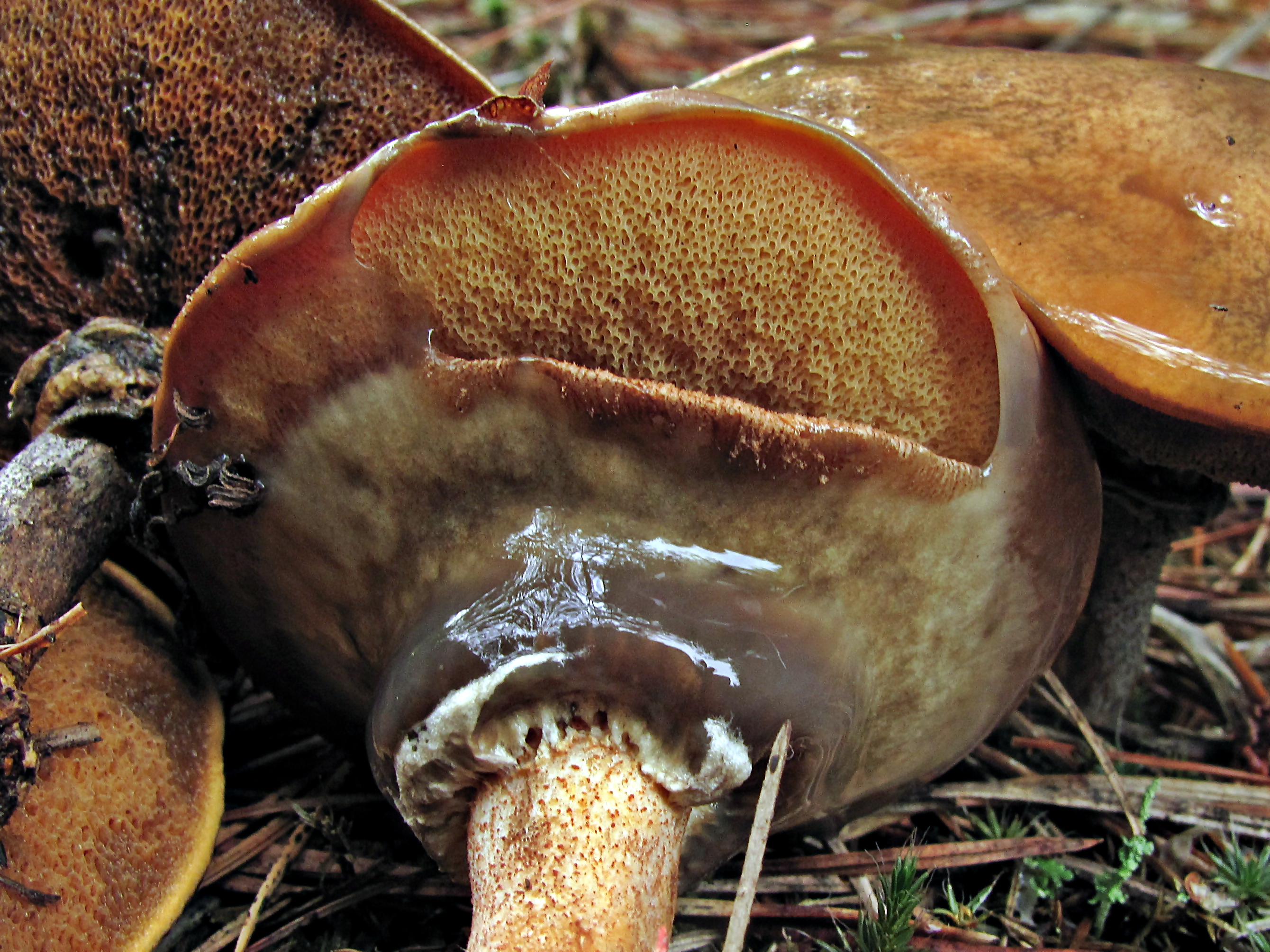
La carne anaranjada y el velo viscosa desgastado son características distintivas de la seta.

Las esporas son lisas, de forma casi elipsoidal, inequilaterales cuando se ven de perfil, y medin 7.6-10 x 3-3.4 μm. Son hialinos (translúcidos) a amarillentos en una solución diluida de KOH, y de color canela a ocre pálido cuando se tiñen con el reactivo de Melzer. Los basidios están desplegados un poco, son hialinos y con 5-6 μm de grosor. Los cistidios se observan dispersos, en algunas veces dispuestos en grupos (especialmente en el borde de las láminas), por lo general con un contenido de color marrón-ocre, pero en otras veces hialino; tienen una forma  de bastón a casi cilíndrica y miden 34-60 x 10-13 μm. La cutícula del sombrero es un ixotricodermio —una disposición celular en donde las hifas más externas son gelatinosas y se presentan más o menos en paralelo, como pelos o perpendiculares en la superficie del sombrero—. Estas hifas son hialinas, demasiado cilíndricas y mide 1.4-3 μm de diámetro. La superficie del estipe está hecha de haces dispersos de caulocistidios (cistidios en el estipe), de color marrón o, a veces, hialinos en KOH, los haces de forma de bastón a casi cilíndricos se intercalan entre las células hialinas. Estos haces se ubican en un estrato infrayacente de una capa de hifas gelatinosas, hialinas, orientadas verticalmente y en paralelo que tienen una forma demasiado cilíndrica. No hay uniones en abrazadera en las hifas.

### Comestibilidad
La seta es comestible, pero se recomienda quitar la cutícula viscosa del sombrero y el velo parcial para evitar posibles molestias gastrointestinales; del mismo modo, la guía Edible Wild Mushrooms of North America (1992) aconseja la eliminación de la capa de los tubos antes de la preparación, ya que puede hacerse viscosa durante la cocción. Las opiniones sobre la calidad de la seta varían: según el libro Boletes of North America es «muy bueno» y con un sabor «a limón»; una guía de campo canadiense es más cautelosa en su evaluación y sugiere que uno debería ser valiente para consumir una seta «con un velo algo pegajoso». El micólogo David Arora, en Mushrooms Demystified, opina que no vale la pena comerlo. Cualquiera que sea su palatabilidad en los seres humanos, la seta sirve de hábitat para larvas de los insectos micofágicos, como Mydaea discimana y Megaselia lutea.

## Taxonomía
La especie fue descrita científicamente por el micólogo estadounidense Charles Christopher Frost en 1874 como Boletus salmonicolor, sobre la base de muestras que recolectó en el área de Nueva Inglaterra de los Estados Unidos. En una publicación de 1983, el micólogo Roy Halling declaró sinónimos a Boletus subluteus (descrita por Charles Horton Peck en 1887; más adelante se creó una combinación, Ixocomus subluteus, en base al último nombre) y Suillus pinorigidus (descrita por Wally Snell y Esther A. Dick en 1956). Halling también reexaminó el espécimen tipo de Frost (B. salmonicolor), y consideró que el taxón estaría mejor en Suillus debido a su sombrero glutinoso, estipe con puntos, y la presencia de anillo; la transfirió formalmente a ese género, lo que resultó en la combinación Suillus salmonicolor. El epíteto específico salmonicolor es un vocablo latino que significa «de color rosa con un toque de amarillo».
En una publicación de 1986 sobre la taxonomía y nomenclatura de Suillus, Mary E. Palm y Elwin L. Stewart discutieron, adicionalmente, la sinonimia de S. salmonicolor, S. subluteus y S. pinorigidus. Señalaron que los cuerpos fructificantes de S. subluteus recogidos en Minnesota no tenían el fuerte color salmón —considerado característicos de S. salmonicolor—, así como las colecciones que habían sido nombradas S. pinorigidus; esta diferencia morfológica que podría ser suficiente para considerar a S. subluteus una especie distinta. Explicaron que si bien las características microscópicas de los tres taxones no difieren significativamente, esto no es inusual en miembros de Suillus y no se puede utilizar como prueba única de la conespecificidad. Palm y Stewart llegaron a la conclusión de que un estudio de las muestras procedentes de diversas partes de sus distribuciones geográficas sería necesaria para solucionar definitivamente la taxonomía de estas especies relacionadas.
Existe cierto desacuerdo en la literatura acerca de si Suillus cothurnatus es una especie diferente de S. salmonicolor. En la base de datos en línea de taxonomía micológica MycoBank se enumera como sinónimo, al contrario que Index Fungorum. Alan Bessette y sus colegas, en una monografía publicada en 2000 sobre los boletos de América del Norte, separaron a ambos taxones y señalaron que la distribución geográfica de S. cothurnatus es difícil de determinar debido a la confusión con S. salmonicolor. En un análisis molecular de la filogenia de Suillus, basado en el espaciador transcrito interno, S. salmonicolor (así como S. subluteus) y S. intermedius se agruparon muy cerca, lo que indica un alto grado de similitud genética. Estos análisis se basan en la comparación de las diferencias de secuencia en una sola región de ADN ribosómico; los análisis moleculares más recientes suelen combinar el análisis de varios genes para aumentar la validez de las inferencias.

### Especies similares
Suillus intermedius, especie que se encuentra en el noreste y el norte de América del Norte, es similar en apariencia a S. salmonicolor. Se puede distinguir por un sombrero  más claro, una carne de color cremoso a amarillento u ocre pálida, y un anillo que no es ni muy grueso ni muy ancho (como S. salmonicolor). También es más grande, con un diámetro superior a los 16 cm (6.3 in), y, a veces, la superficie porosa se tiñe lentamente de marrón rojizo cuando se aplastan. A pesar de no se ha establecido definitivamente si S. cothurnatus es una especie distinta, se han reportado varias características para diferenciarlo de S. salmonicolor: un velo más delgado y menos gomoso que, por lo general, carece de un grueso  rollo algodonoso en la base; los puntos glandulares en el estipe consisten de haces de hifas multiseptadas en una disposición paralela finalizado en una fila de cistidios grandes y estériles (60-140 μm de longitud), que se asemejan a basidios; y pequeñas cistidios hialinos en forma de botellas abultadas con bases entrecerradas. Otras especies de Suillus, con las que S. salmonicolor pudiera confundirse, incluyen a S. acidus y S. subalutaceus. Ambas especies tienen un velo parcial menos desarrollado, y la carne tiene un tono más opaco ya que carece de matices amarillos y naranjas.

## Ecología, hábitat y distribución
La especie habita en una asociación de micorrizas con varias especies de Pinus. Esta relación es mutualista, ya que los micelios subterráneos del hongos crean una funda protectora alrededor de las raicillas del árbol y una red de hifas (red de Hartig) que penetra entre  las células epidérmicas y corticales del árbol. Esta asociación ayuda a la planta a absorber agua y nutrientes minerales; a cambio, el hongo recibe un suministro de hidratos de carbono producidos en la fotosíntesis de la planta. Se ha informado que los pinos de dos, tres y cinco acículas se asocian con S . salmonicolor. En América del Norte se ha encontrado cada vez más en P. banksiana, P. palustris, P. resinosa, P. rigida, P. strobus y P. taeda. En la península de Kamchatka (en el Extremo Oriente ruso) ha sido encontró en asociación con P. pumila, en las Filipinas con P. kesiya, y en el sur de la India con P. patula. El límite norte de su distribución geográfica en América del Norte se extiende hasta el este de Quebec (Canadá), y el límite sur hasta Nuevo León y cerca del pueblo de Nabogame, en el municipio de Temósachi (Chihuahua).
Se ha recolectado en el Caribe (especialmente en la República Dominicana), Japón, Taiwán, y en Mpumalanga (Sudáfrica). Debido a que no hay especies nativas de pinos en Sudáfrica, el hongo supone una especie exótica que se ha introducido en las plantaciones de pino. También se ha introducido en Australia, donde se conoce una sola colección obtenida en una de las plantaciones de pino macho (Pinus caribaea) en Queensland; además, el hongo se ha encontrado creciendo bajo un pino macho en Belice. Se puede encontrar en Hawái creciendo bajo un pino ellioti (P. elliotii), incluyendo el césped alrededor de árboles utilizados para paisajismo. S. salmonicolor es una de varias especies ectomicorrícicas que han «viajado miles de kilómetros desde un continente hasta Hawái en las raíces y el suelo de los plantones introducidos».